# Rossio (metrostation)
Rossio  is een metrostation aan de Groene lijn van de Metro van Lissabon. Het station is geopend op 27 januari 1963. Het station heeft in 1998 een modernisatie ondergaan en is daarna heropend op 18 april.
Het is gelegen aan de Praça da Figueira.